# Roland Duchâtelet
Roland Duchâtelet (Antwerpen, 1946. november 14. –) belga üzletember, politikus, Belgium hetedik leggazdagabb embere. Fia, Roderick Duchâtelet az Újpest FC többségi tulajdonosa.

## Tanulmányai
Duchâtelet építőmérnöknek és közgazdásznak tanult a Leuveni Katolikus Egyetemen. Diákként részt vett az 1968 májusi diáktüntetéseken.

## A "Duchâtelet-birodalom" tagjai
- Újpest FC, 2011 óta.[1]
- FC Carl Zeiss Jena, 2013 óta.[2]
- Charlton Athletic FC, 2014 óta.[3]
- AD Alcorcón, 2014 óta.[4]

## Fordítás
- Ez a szócikk részben vagy egészben  a   Roderick Duchâtelet című angol Wikipédia-szócikk fordításán alapul.  Az eredeti cikk szerkesztőit annak laptörténete sorolja fel. Ez a jelzés csupán a megfogalmazás eredetét és a szerzői jogokat jelzi, nem szolgál a cikkben szereplő információk forrásmegjelöléseként.